# Carl-Ingemar Perstad
Carl-Ingemar Perstad, född 4 september 1945 i Uppsala, är en svensk journalist. Han var programledare och producent för SVT:s motor- och trafikprogram Trafikmagasinet, som han grundade och ledde i 24 år. 
Perstad växte upp i Uppland och Hälsingland som son till kontraktsprosten Emil Perstad. Som 15-åring började han extraknäcka som frilansjournalist för lokaltidningarna Ljusdals-Posten, Hälsingekuriren, Hälsinglands Tidning och Ljusnan i Bollnäs. Efter realexamen anställdes Perstad som journalist vid Tidningarnas Telegrambyrå i Sundsvall. Studierna kompletterades med ett år på Poppius Journalistskola i Stockholm. Efter militärtjänst vid Försvarsmaktens högkvarter och anställningen på TT arbetade han för Västernorrlands Allehandas centralredaktion i Härnösand, där han hade huvudansvaret för bil- och trafikbevakningen.
År 1973 fick han en tjänst i Gävle som journalist och reporter för Regionalradion och med trafikbevakning för TV:s Aktuellt som specialitet.
År 1978 producerade Perstad det första Trafikmagasinet, där han stundtals samtidigt var producent, programledare och reporter. Programmet kom att bli en stor succé och tillsammans med parhästen Christer Glenning drog Perstad miljonpublik under många år. År 1987 belönades han av Kungliga Automobilklubben för sina insatser för svensk trafiksäkerhet.
Under en period i början av 1990-talet var Perstad sjukskriven på grund av utmattningssyndrom. I efterföljande rättsprocesser fick SVT kritik för sin hantering av ärendet i två likalydande domar, i länsrätten i november 2006 och i kammarrätten 9 juli 2007. Kammarrätten ansåg att Perstad under lång tid haft en orimligt stor arbetsbörda som både producent och programledare samt enligt Perstad väldigt begränsade resurser och att detta försvårade för honom att fullgöra sina åtaganden. 
I februari 2002 avskedades Perstad från SVT med omedelbar verkan, då han långtidshyrt bilar på SVT:s bekostnad utan att bilarna förekommit i programmet; SVT bedömde att bilarna hyrts för eget bruk. Även andra fakturor av privat natur hade Perstad låtit SVT betala, bland annat tog han ut milersättning för bilkörning i USA under sin semester. Perstad tillbakavisade först alla anklagelser men efter två månader accepterade han avskedandet och betalade tillbaka pengarna. Därtill visade det sig att Perstad hade förskingrat cirka 82 000 kronor genom att beställa tjänsteresor som SVT betalade, sedan avboka resorna men behålla pengarna på sitt konto. Åklagare inledde en förundersökning mot Perstad som i november 2002 erkände sig skyldig till förskingring. Straffet blev villkorlig dom och 40 dagsböter.